# 하야시다 리사
하야시다 리사(林田理沙, 1989년 12월 19일 ~ )는 일본의 언론인이며 NHK의 여자 아나운서이다. 애칭은 린다짱(リンダちゃん)・린다(リンダ)・린짱(リンちゃん)・보조개 미녀이다.

## 생애
하야시다 리사(林田理沙) 아나운서는 1989년 12월 19일 일본 나가사키현 태생으로 가나가와현에서 자랐다. 그녀의 아버지와 어머니가 나가사키현 출신이다. 그녀는 도쿄 예술대학에서 음악학부를 졸업하고 같은 대학에 대학원에서 음향 연구과 수료했다.그녀는 대학을 졸업하고 2014년에 NHK에 입사했다. 입사 후 그녀가 태어난 나가사키에 NHK 나가사키 방송국에서 아나운서로써 시작을 했고 이후 2016년 2월에 NHK 후쿠오카 방송국으로 옮겨 활동을 하다가 2018년 4월 도쿄에 NHK 방송 센터로 옮겼다.그녀는 2018년 4월 9일부터 2020년 3월 27일까지 NHK 뉴스 오하요 일본에서 호리 사유리 아나운서와 격주로 진행했었고 전임 오미 유리에 아나운서가 진행했던 부라타모리의 2018년 4월 21일부터 2020년 3월 14일까지 진행을 하다가 후임인 NHK 삿포로 방송국에서 활동했던 아사노 리카 아나운서에게 넘겼고 2020년 3월 30일 신년 개편에 따라 도쿄도를 비롯한 간토 지방의 소식을 전하는 수도권 네트워크에서 다카이 마사토모 아나운서와 같이 메인 진행자로 활동하다가 2022년 4월 4일 개편에 따라 NHK 뉴스 7의 평일캐스터를 2023년 3월말까지 하다가 2023년 4월 봄 개편에 따라 아오이 미노루 아나운서와 함께 뉴스 워치 9 2023년 3월말까지 하다가 2024년 4월 6일 봄개편에 따라 아카키 노노카후임으로 세러데이 워치 9 진행을 맡게 될 예정이다.

## 같이 보기
- 타모리